# Maissin
Maissin  is een dorp in de Belgische provincie Luxemburg en een deelgemeente van Paliseul. Het dorp ligt in het noorden van de gemeente, nabij de bovenloop van de Lesse.

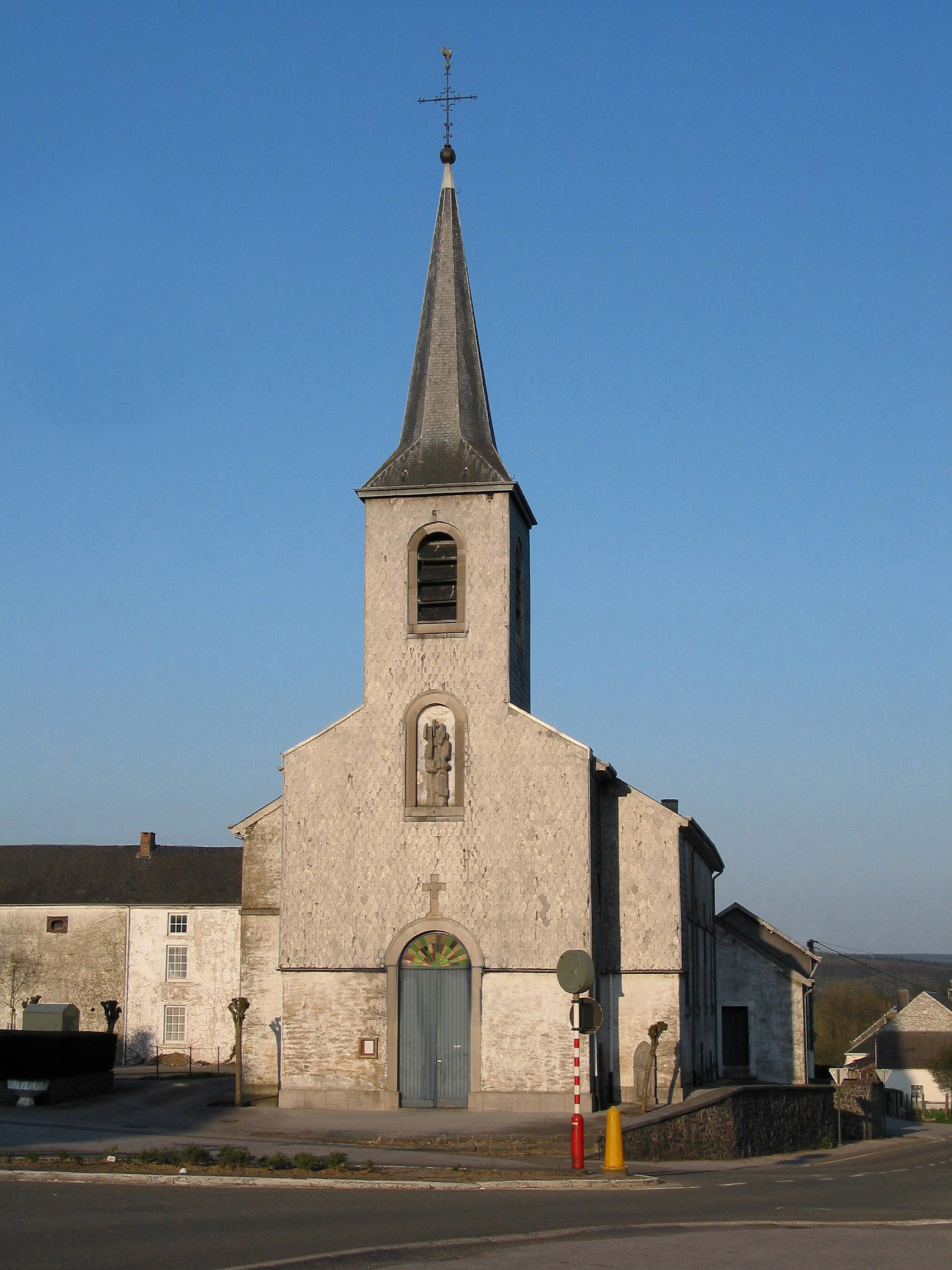
Église Saint-Hadelin

## Geschiedenis
Op het einde van het ancien régime werd Maissin een gemeente. In 1823 werd de gemeente al opgeheven en net als Glaireuse bij Villance gevoegd. In 1895 werd Maissin weer afgesplitst en heropgericht als zelfstandige gemeente. In augustus 1914 vond er in de gemeente een slag plaats tussen Duitse en Franse troepen waarbij 4.782 soldaten sneuvelden. De aldaar gelegen militaire gedenkplaats biedt plaats aan 282 Fransen en 513 Duitsers in individuele graven. 3.001 andere Franse soldaten zijn verdeeld over twee ossuaria; 643 Fransen en 343 Duitsers liggen in een gemengd ossuarium. De slag van Maissin was de enige Franse overwinning van het eerste oorlogsjaar op Belgisch grondgebied. Bij de gemeentelijke fusies in 1977 werd het een deelgemeente van Paliseul.

## Demografische ontwikkeling
- Bronnen:NIS, Opm:1831 tot en met 1970=volkstellingen, 1976= inwoneraantal op 31 december

## Bezienswaardigheden
- de Eglise Saint-Hadelin uit 1856
- de Cimetière franco-allemand, een militaire begraafplaats met Duitse en Franse gesneuvelden uit de Eerste Wereldoorlog. Omdat er onder de Franse gesneuvelden veel Bretoenen waren, werd er een calvarieberg afkomstig uit Tréhou (Côtes d'Armor) op dit kerkhof geplaatst.
- De Pont Marie-Thérèse en de Pont de la Justice, twee stenen bruggen die in 1989 met hun omgeving werden beschermd.
- Het Bois d'Houmont

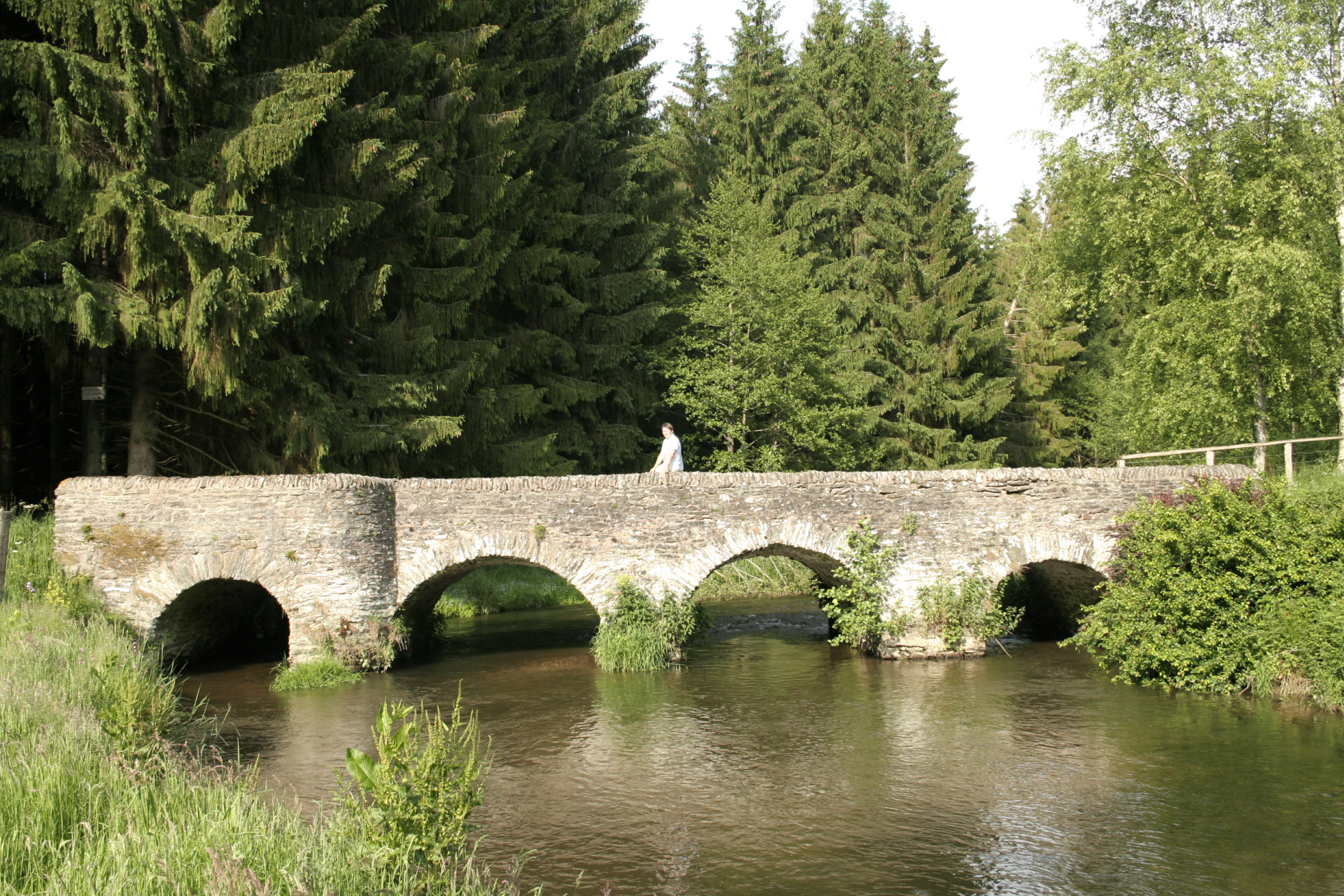
Pont Marie-Thérèse
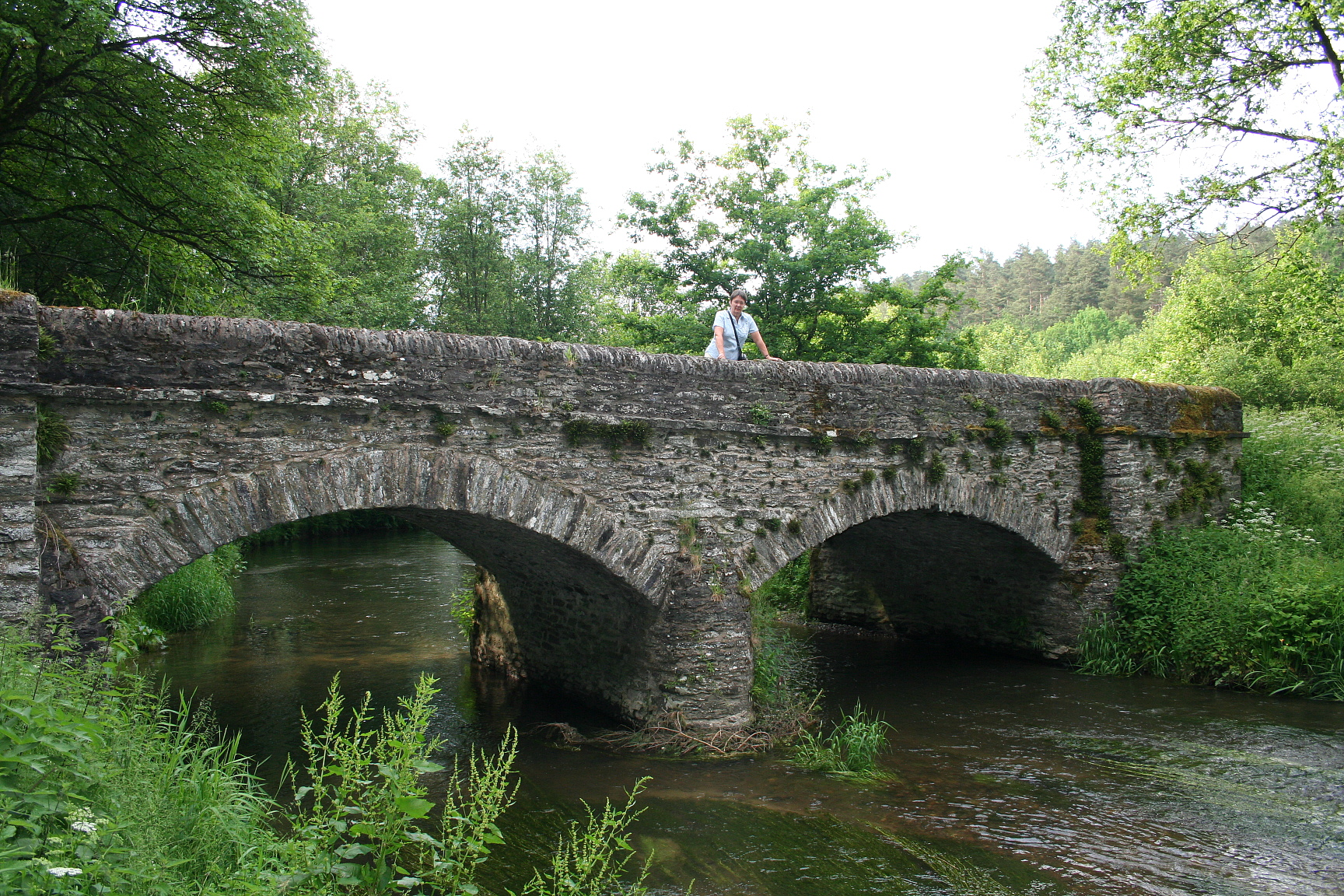
Pont de la Justice
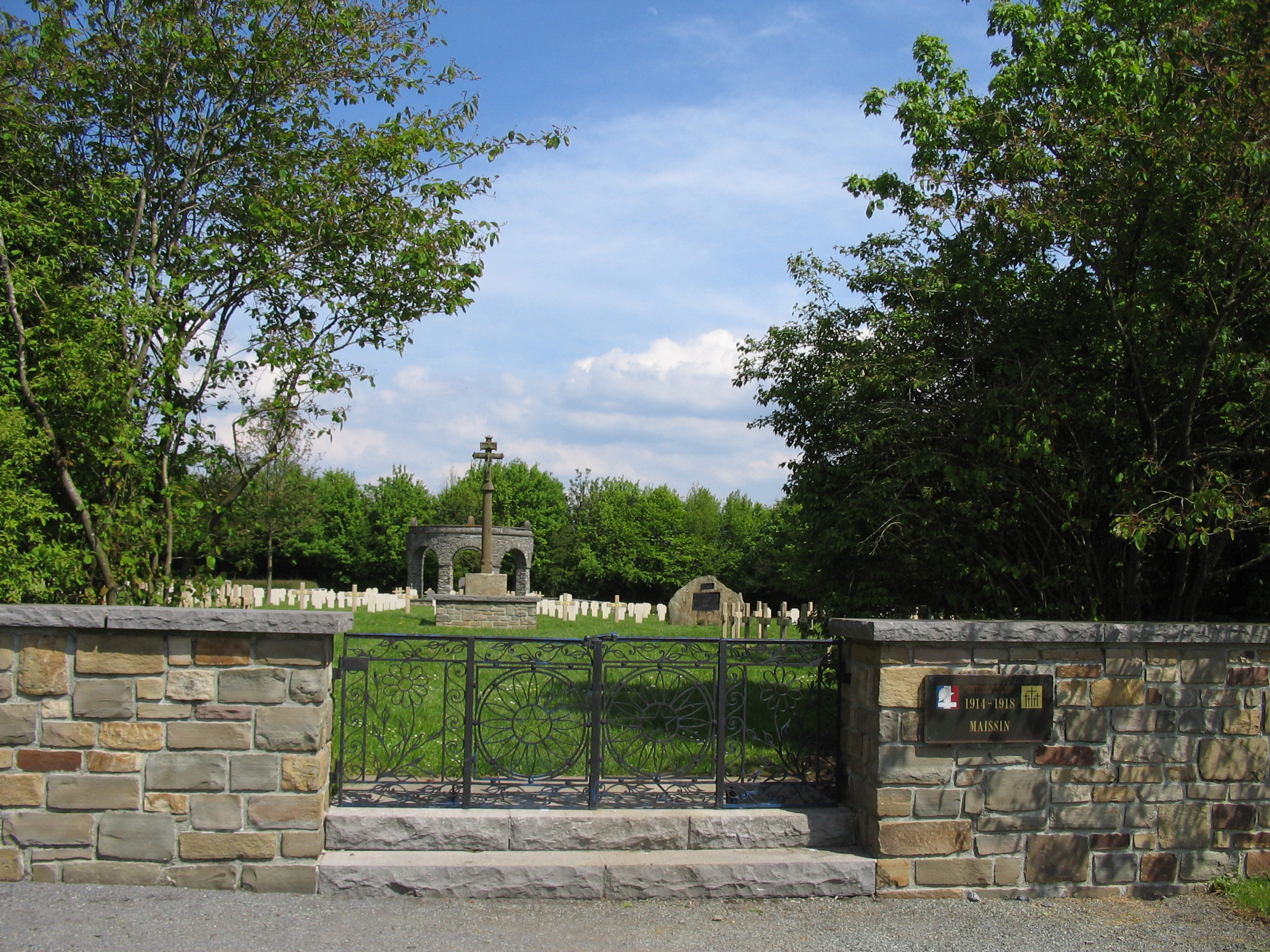
Militair kerkhof

Deelgemeenten: Carlsbourg · Fays-les-Veneurs · Framont · Maissin · Nollevaux · Offagne · Opont · Paliseul

Overige kernen: Almache · Beth · Bour · Frêne · Launoy · Merny · Our · Plainevaux · Saint-Eloi

Belgische gemeenten · Arrondissement Neufchâteau · Luxemburg · Wallonië